# Elaphoglossum proliferans
Elaphoglossum proliferans är en träjonväxtart som beskrevs av William Ralph Maxon och C. V. Morton. Elaphoglossum proliferans ingår i släktet Elaphoglossum och familjen Dryopteridaceae. Inga underarter finns listade.